# Carsharinggesetz
Das deutsche Carsharinggesetz regelt die Bevorrechtigung des Carsharings mit dem Ziel, die Verwendung von Carsharingfahrzeugen zu fördern und so insbesondere die klima- und umweltschädlichen Auswirkungen des motorisierten Individualverkehrs zu verringern.

## Gesetzgebungsverfahren
Der Gesetzentwurf wurde am 21. Dezember 2016 vom Bundeskabinett beschlossen und am 10. Februar 2017 erstmals im Bundesrat beraten. Nach der Zuleitung an den Deutschen Bundestag wurde er dort am 9. März 2017 in erster Lesung beraten und unter anderem an den federführenden Ausschuss für Verkehr und digitale Infrastruktur überwiesen.
Der Ausschuss empfahl am 29. März 2017 die Annahme des Gesetzentwurfs mitsamt vom Ausschuss vorgeschlagener Änderungen.
Der Gesetzentwurf wurde am 30. März 2017 nach der zweiten und dritten Beratung des Bundestages mit den Stimmen der Koalitionsfraktionen CDU/CSU und SPD bei Enthaltung der Opposition aus Bündnis 90/Die Grünen und Die Linke in der Ausschussfassung angenommen. Er passierte den Bundesrat erneut am 12. Mai 2017, sodass das beschlossene Gesetz am 12. Juli 2017 im Bundesgesetzblatt verkündet wurde und am 1. September 2017 in Kraft trat.
Am 28. April 2020 trat eine Novelle der Straßenverkehrs-Ordnung in Kraft, mit der zusätzliche Bestimmungen festgelegt wurden. Diese Festlegungen waren notwendig, damit die im Gesetz genannten Möglichkeiten zur Bevorrechtigung von Carsharingfahrzeugen genutzt werden können. Dazu zählt insbesondere die Festlegung von Beschilderungen für Parkplätze und von Kennzeichnungen von Carsharingfahrzeugen. Weitere Festlegungen müssen aus Sicht des Bundesrates jedoch noch erfolgen, damit die Bevorrechtigungen leichter umgesetzt werden können.

## Regelungen des Gesetzes
Das Carsharinggesetz definiert einerseits das Carsharing und ermöglicht andererseits die Bevorrechtigung von Carsharingfahrzeugen im öffentlichen Straßenraum.
Erstens wird Kommunen ermöglicht, separate Parkplätze im öffentlichen Straßenraum festzulegen, die nur von Carsharingfahrzeugen genutzt werden dürfen, insofern die Fahrzeuge entsprechend dem Gesetz als Carsharingfahrzeuge gekennzeichnet sind. Während Nutzer von stationsunabhängigen Fahrzeugen ihre Miete auf solchen Stellplätzen starten und beenden können, eignen sich die Parkplätze für Nutzer stationsbasierter Systeme nur zum Zwischenparken, da die Miete an einer Station des Anbieters gestartet und beendet werden muss.
Zweitens ermöglicht das Gesetz, dass Kommunen Parkplätze an Bundesstraßen in Ortsdurchfahrten für die Fahrzeuge eines spezifischen stationsbasierten Carsharing-Anbieters festlegen. So kann der Anbieter seine Stationen in den öffentlichen Straßenraum verlegen. Der Anbieter muss bestimmte Eignungskriterien erfüllen und über ein wettbewerbliches Auswahlverfahren ermittelt werden. Die Parkplätze dürfen längstens acht Jahre exklusiv durch den Anbieter genutzt werden, bevor ein erneutes Auswahlverfahren beginnen muss.
Drittens wird Kommunen ermöglicht, die Parkgebühren für Carsharingfahrzeuge zu senken oder sie komplett zu erlassen, insofern die Fahrzeuge als Carsharingfahrzeuge gekennzeichnet sind.